# Ángel Brunell
Ángel Brunell (* 2. Februar 1945 in Tacuarembó) ist ein ehemaliger uruguayischer Fußballspieler und Trainer.

## Spielerkarriere

### Verein
Der „Pocho“ genannte Defensivakteur Brunell begann mit dem Fußballspielen beim Club Wanderers in Tacuarembó. Er begann sodann seine Profi-Karriere 1964 beim Danubio FC, für den er bis 1968 in der Primera División spielte. Anschließend wechselte er 1969 zu Nacional Montevideo. Dem montevideanischen Verein gehörte er bis ins Jahr 1972 an. 1969, 1970, 1971 und 1972 gewann er mit den Bolsos den uruguayischen Meistertitel. Auch auf internationaler Ebene war Nacional in dieser Zeit erfolgreich und siegte bei der Copa Libertadores 1971. Brunell wirkte allerdings in den Finalspielen nicht mit. Im Dezember 1971 gehörte er dem siegreichen Team der Bolsos bei den beiden Spielen gegen Panathinaikos Athen um den Weltpokal an. In beiden Begegnungen stand Brunell in der Startformation. Bei den beiden Partien gegen CD Cruz Azul im Juli 1972 bzw. November 1972, in denen Nacional die Copa Interamericana 1972 zu seinen Gunsten entschied, kam er ebenfalls in der Startelf zum Einsatz. Von 1973 bis 1975 spielte er für Fluminense Rio de Janeiro in Brasilien. Es folgten ab 1976 zwei Stationen in der chilenischen Primera División bei Everton de Viña del Mar und Colo-Colo. 1980 beendete er seine Karriere bei CA Rentistas.

### Erfolge
- Weltpokal: 1971
- Copa Libertadores: 1971
- Copa Interamericana: 1972
- 4× Uruguayischer Meister: 1969, 1970, 1971, 1972

## Trainerlaufbahn
Nach seiner aktiven Karriere wirkte Brunell als Trainer. Seine Trainerlaufbahn begann er bei Rentistas. 1981 trainierte er die Mannschaft des Danubio FC.